# Pedro Federico Báez
Pedro Federico Báez Benítez (Santaní, Paraguay, 15 de enero de 1997) es un futbolista paraguayo. Juega como delantero y su equipo actual es el Xelajú MC de la Liga Nacional de Guatemala.

## Trayectoria
| Club                            | País           | Año             |
| ------------------------------- | -------------- | --------------- |
| C. Cerro Porteño                | Paraguay       | 2016            |
| Real Salt Lake (cedido)         | Estados Unidos | 2016            |
| Real Monarchs (cedido)          | Estados Unidos | 2017            |
| Independiente F. B. C. (cedido) | Paraguay       | 2017            |
| C. Cerro Porteño                | Paraguay       | 2018            |
| La U Universitarios             | Costa Rica     | 2019-2020       |
| C. D. Malacateco                | Guatemala      | 2020            |
| A. D. San Carlos                | Costa Rica     | 2021            |
| Antigua G. F. C.                | Guatemala      | 2021-2022       |
| Real C. D. España               | Honduras       | 2022-2023       |
| C. D. Malacateco                | Guatemala      | 2023-2024       |
| Xelajú M. C.                    | Guatemala      | 2024-Actualidad |

## Estadísticas

### Clubes
| Club                             | Temporada           | Div.                | Liga  | Liga  | Copa Nacional | Copa Nacional | Copa Internacional | Copa Internacional | Total | Total |
| Club                             | Temporada           | Div.                | Part. | Goles | Part.         | Goles         | Part.              | Goles              | Part. | Goles |
| -------------------------------- | ------------------- | ------------------- | ----- | ----- | ------------- | ------------- | ------------------ | ------------------ | ----- | ----- |
| C. Cerro Porteño Paraguay        | 2016                | 1.ª                 | 3     | 0     | -             | -             | -                  | -                  | 3     | 0     |
| C. Cerro Porteño Paraguay        | 2017                | 1.ª                 | 2     | 0     | -             | -             | 0                  | 0                  | 2     | 0     |
| C. Cerro Porteño Paraguay        | 2018                | 1.ª                 | 0     | 0     | -             | -             | -                  | -                  | 0     | 0     |
| C. Cerro Porteño Paraguay        | 2019                | 1.ª                 | 0     | 0     | -             | -             | -                  | -                  | 0     | 0     |
| C. Cerro Porteño Paraguay        | Total               | Total               | 5     | 0     | 0             | 0             | 0                  | 0                  | 5     | 0     |
| Real Salt Lake Estados Unidos    | 2016                | 1.ª                 | 1     | 0     | -             | -             | -                  | -                  | 1     | 0     |
| Real Salt Lake Estados Unidos    | Total               | Total               | 1     | 0     | 0             | 0             | 0                  | 0                  | 1     | 0     |
| Real Monarchs Estados Unidos     | 2016                | 2.ª                 | 1     | 0     | -             | -             | -                  | -                  | 1     | 0     |
| Real Monarchs Estados Unidos     | Total               | Total               | 1     | 0     | 0             | 0             | 0                  | 0                  | 1     | 0     |
| Independiente F. B. C. Paraguay  | 2017                | 1.ª                 | 9     | 0     | -             | -             | -                  | -                  | 9     | 0     |
| Independiente F. B. C. Paraguay  | Total               | Total               | 9     | 0     | 0             | 0             | 0                  | 0                  | 9     | 0     |
| La U Universitarios · Costa Rica | 2019-20             | 1.ª                 | 23    | 5     | -             | -             | -                  | -                  | 23    | 5     |
| La U Universitarios · Costa Rica | Total               | Total               | 23    | 5     | 0             | 0             | 0                  | 0                  | 23    | 5     |
| C. D. Malacateco · Guatemala     | 2020-21             | 1.ª                 | 16    | 8     | -             | -             | -                  | -                  | 16    | 8     |
| C. D. Malacateco · Guatemala     | Total               | Total               | 16    | 8     | 0             | 0             | 0                  | 0                  | 16    | 8     |
| A. D. San Carlos · Costa Rica    | 2020-21             | 1.ª                 | 17    | 0     | -             | -             | -                  | -                  | 17    | 0     |
| A. D. San Carlos · Costa Rica    | Total               | Total               | 17    | 0     | 0             | 0             | 0                  | 0                  | 17    | 0     |
| Antigua G. F. C. · Guatemala     | 2020-21             | 1.ª                 | 48    | 20    | -             | -             | -                  | -                  | 48    | 20    |
| Antigua G. F. C. · Guatemala     | Total               | Total               | 48    | 20    | 0             | 0             | 0                  | 0                  | 48    | 20    |
| Real C. D. España Honduras       | 2022-23             | 1.ª                 | 10    | 3     | -             | -             | 7                  | 0                  | 17    | 3     |
| Real C. D. España Honduras       | Total               | Total               | 10    | 3     | 0             | 0             | 7                  | 0                  | 17    | 3     |
| Total en su carrera              | Total en su carrera | Total en su carrera | 135   | 38    | 0             | 0             | 7                  | 0                  | 142   | 38    |

## Palmarés

### Campeonatos nacionales
| Título                     | Club      | País      | Año  |
| -------------------------- | --------- | --------- | ---- |
| Liga Nacional de Guatemala | Xelaju MC | Guatemala | 2024 |